# Grundstücksgleiches Recht
Grundstücksgleiches Recht ist im deutschen Sachenrecht ein dingliches Recht, das rechtlich genauso wie ein Grundstück behandelt wird. Zu den grundstücksgleichen Rechten gehören das Erbbaurecht, Bergwerkseigentum und Schiffseigentum.

## Arten
Diese Rechte werden als grundstücksgleiche Rechte bezeichnet, weil auf sie die für Grundstücke geltenden Vorschriften, insbesondere das Grundstücksrecht des BGB der §§ 873 ff. BGB anzuwenden sind. Das gilt nach § 11 Abs. 1 Satz 1 ErbbauRG beim Erbbaurecht und nach § 9 Abs. 1 Halbsatz 1 BBergG beim Bergwerkseigentum. Für eingetragene Schiffe, Schiffsbauwerke und Schwimmdocks gelten die besonderen Vorschriften des SchiffsRegG. Die Rechte an Schiffen, Schiffsbauwerken und Schwimmdocks sind streng genommen keine grundstücksgleichen Rechte, jedoch ähnelt das Eigentum an Schiffen, Schiffsbauwerken und Schwimmdocks dem Eigentum an Grundstücken in seiner Funktionsweise. Sind Schiffe in das Schiffsregister eingetragen, so werden sie regelmäßig wie Grundstücke behandelt. Grundstücksgleiche Rechte werden materiell-rechtlich und formell-rechtlich wie Grundstücke behandelt.

## Register
Für grundstücksgleiche Rechte wird ein öffentliches Register wie das Grundbuch für Grundstücke geführt. Es heißt entsprechend bei Erbbaurechten Erbbaugrundbuch und bei Bergrechten Berggrundbuch. Auch für Schiffe wird gemäß § 1 Abs. 1 Schiffsregisterordnung (SchRegO) bei den Amtsgerichten das sogenannte Schiffsregister geführt. Eintragungen und Löschungen in diesen Registern werden von den zuständigen Registergerichten vorgenommen. Das sind Abteilungen der jeweils zuständigen Amtsgerichte. Die Schiffsregister werden von dem Amtsgericht als Registergericht geführt, in dessen Registerbezirk sich der Heimathafen oder der Heimatort des Schiffes befindet. Fehlt ein Heimathafen oder soll die Schifffahrt von einem ausländischen Ort aus betrieben werden, ist die Wahl des Schiffsregisters freigestellt. Unterschieden wird zwischen einem Binnenschiffs- und Seeschiffsregister. In das Binnenschiffsregister werden gemäß § 3 Abs. 3 SchRegO Binnenschiffe eingetragen, die entweder zur Beförderung von Gütern bestimmt sind und eine maximale Tragfähigkeit von mindestens 10 Tonnen haben oder nicht zur Beförderung von Gütern bestimmt sind, wenn ihre Wasserverdrängung bei größter Eintauchung mindestens 5 Kubikmeter beträgt, sowie Schubboote, Schlepper und Tankschiffe. In das Seeschiffsregister sind nach § 3 Abs. 2 SchRegO diejenigen Seeschiffe einzutragen, die die Bundesflagge führen.
Wie bei Grundstücken können grundstücksgleiche Rechte mit Grundpfandrechten belastet werden, dazu gehören Hypotheken, Grundschulden und Sicherungsgrundschulden. Bei Schiffen ist jedoch nur die Schiffshypothek möglich (§ 24 SchiffsRegG).

## Keine grundstücksgleichen Rechte
Das Wohnungs- und Teileigentum ist kein grundstücksgleiches Recht. Dabei handelt es sich nach herrschender Meinung um besonders ausgestaltetes Bruchteilseigentum (§§ 1 Abs. 2, 3 Abs. 1, 8 Abs. 1 WEG). Rechte an Luftfahrzeugen sind auch kein grundstücksgleiches Recht. Diese werden zwar in einer Luftfahrzeugrolle eingetragen, das hat jedoch keine sachenrechtliche Wirkung. Ein Registerpfandrecht im Register für Pfandrechte an Luftfahrzeugen ist jedoch einer Schiffshypothek ähnlich.